# Soft Heap
Soft Heap is een Britse band uit de Canterbury-scene.
De band is in januari 1978 gevormd, een aantal topmusici besloot om samen een en ander uit te willen proberen. De eerste samenstelling van de groep was Elton Dean op saxofoon, Alan Gowen op keyboards, Hugh Hopper op bas en Pip Pyle als drummer. De naam van de groep is aan de ene kant afgeleid van een van de voorgangers, Soft Machine en aan de andere kant van de namen van de leden (Hugh, Elton, Alan, Pip). In deze samenstelling oefent de groep een aantal malen. Wanneer ze op tournee gaan door Frankrijk, moet Pyle tijdelijk afhaken. Hij heeft nog verplichtingen lopen met zijn andere band, National Health. Dave Sheen vervangt Pyle, de naam van de groep wijzigt daarom, de P wordt vervangen door een D: Soft Head. 
Gedurende die toer werd opgetreden in Jacky Barbiers club in Bresse-sur-Grosne (in het Oost-Franse departement Saône-et-Loire). Van dit optreden worden opnames gemaakt die op elpee uitgebracht worden: Rogue Element.
Na de tournee keert Pyle weer terug en wordt een studioalbum opgenomen, uitgebracht onder de naam Soft Heap. Hopper verliet de band en werd vervangen door John Greaves. Na Gowens overlijden treedt de gitarist Mark Hewins toe. De naam wordt niet weer aan de line-up aangepast, maar ter ere van Gowen gehouden zoals ze was. Als Soft Heap blijft de groep in de tachtiger jaren af en toe optreden, van tijd tot tijd is er een tournee.
Achteraf wordt van twee opnames uit 1982 en 1983 nog een cd uitgebracht.

## Discografie
|      |           |                                                |
| 1978 | Soft Head | Rogue Element                                  |
| 1978 | Soft Heap | Soft Heap                                      |
| 1995 | Soft Heap | A Veritable Centaur (live opnames uit 1982/83) |